# Città di Como Challenger 2007
Il Città di Como Challenger 2007 è stato un torneo di tennis facente parte della categoria ATP Challenger Series nell'ambito dell'ATP Challenger Series 2007. Il torneo si è giocato a Como in Italia dal 27 agosto al 2 settembre 2007 su campi in terra rossa.

## Vincitori

### Singolare
Máximo González ha battuto in finale  Christophe Rochus con il punteggio di 7–6(5), 6–4.

### Doppio
Máximo González /  Simone Vagnozzi hanno battuto in finale  Flavio Cipolla /  Marco Pedrini con il punteggio di 7–6(5), 6–4.